# Kristoffer Velde
Kristoffer Velde (Kopervik, Karmøy, 1999. szeptember 9. –) norvég válogatott labdarúgó, a lengyel Lech Poznań csatárja.

## Pályafutása

### Klubcsapatokban
Kristoffer Velde Kopervik városában született. Az ifjúsági pályafutását a helyi Koperviknél kezdte. 2013-ban mutatkozott be a Vard Haugesund csapatában, majd 2014-ben visszatért a Kopervikhez. 2015-ben az első osztályban szereplő Haugesund utánpótlás-csapatának tagja lett.
2017-ben debütált a Haugesund felnőtt csapatában. Először a 2017. szeptember 17-ei, Sogndal elleni mérkőzésen lépett pályára. Első gólját a 2018. május 21-ei, Rosenborg elleni találkozón szerezte. 2019 januárjában kölcsönjátékosként a Nest-Sotra együtteséhez került, viszont a szerződést áprilisban felbontották, így nem lépett pályára a klub színeiben egy mérkőzésen sem.
2022 januárjában a lengyel Lech Poznań csapatához szerződött. Február 12-én, a Termalica B-B. elleni ligamérkőzésen debütált.

### A válogatottban
2017-ben mutatkozott be a norvég U19-es válogatottban, ahol mindössze két mérkőzés lépett pályára.
2023-ban debütált a felnőtt válogatottban. Először a 2023. június 20-ai, Ciprus ellen 3–1-re megnyert mérkőzés 87. percében, Fredrik Aursnest váltva lépett pályára.

## Statisztikák
2023. május 27. szerint
| Klub        | Szezon   | Osztály     | Bajnokság | Bajnokság | Kupa  | Kupa | Nemzetközi | Nemzetközi | Összesen | Összesen |
| Klub        | Szezon   | Osztály     | Meccs     | Gól       | Meccs | Gól  | Meccs      | Gól        | Meccs    | Gól      |
| ----------- | -------- | ----------- | --------- | --------- | ----- | ---- | ---------- | ---------- | -------- | -------- |
| Haugesund   | 2017     | Eliteserien | 9         | 0         | 0     | 0    | —          | —          | 9        | 0        |
| Haugesund   | 2018     | Eliteserien | 9         | 2         | 4     | 2    | —          | —          | 13       | 4        |
| Haugesund   | 2019     | Eliteserien | 26        | 4         | 5     | 2    | 6          | 2          | 37       | 8        |
| Haugesund   | 2020     | Eliteserien | 28        | 8         | —     | —    | —          | —          | 28       | 8        |
| Haugesund   | 2021     | Eliteserien | 29        | 7         | 0     | 0    | —          | —          | 29       | 7        |
| Haugesund   | Összesen | Összesen    | 101       | 21        | 9     | 4    | 6          | 2          | 116      | 27       |
| Lech Poznań | 2021–22  | Ekstraklasa | 8         | 0         | 2     | 0    | 0          | 0          | 10       | 0        |
| Lech Poznań | 2022–23  | Ekstraklasa | 30        | 8         | 2     | 0    | 16         | 8          | 48       | 16       |
| Lech Poznań | Összesen | Összesen    | 38        | 8         | 4     | 0    | 16         | 8          | 58       | 16       |
| Összesen    | Összesen | Összesen    | 139       | 29        | 13    | 4    | 22         | 10         | 174      | 43       |

### A válogatottban
| Válogatott | Év       | Pályára lépés | Gól |
| ---------- | -------- | ------------- | --- |
| Norvégia   | 2023     | 1             | 0   |
| Összesen   | Összesen | 1             | 0   |

## Sikerei, díjai
Haugesund
- Norvég Kupa
  - Döntős (1): 2019